# Сориано Фуэртес, Мариано

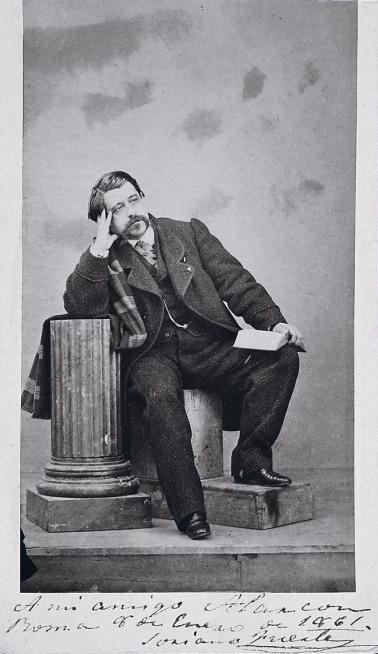

Мариано Сориано Фуэртес-и-Пикерас (исп. Mariano Soriano Fuertes y Piqueras; 28 марта 1817, Мурсия — 26 марта 1880, Мадрид) — испанский композитор, музыковед, музыкальный критик, дирижёр. Сын Индалесио Сориано Фуэртеса.
Первоначально выбрал военную карьеру, но затем по примеру отца обратился к музыке. Вместе с Хоакином Эспин-и-Гильеном основал в 1842 г. первый испанский музыкальный журнал — «La Iberia Musical», в котором сотрудничал также и его отец. В том же году выступил и с первой своей сарсуэлой — «Херома, продавщица каштанов» (исп. Jeroma la castañera). Затем работал музыкальным руководителем лицея в Кордове и директором театра Сан-Фернандо в Севилье, а в 1852 году возглавил оперный театр «Лисеу» в Барселоне; в барселонский период руководил также «Барселонской музыкальной газетой». Опубликовал «Всеобщую историю испанской музыки» (исп. Historia general de la música española; 1855), а также очерк арабской музыки и исследование о хоровых обществах в Испании. В последние годы жизни преподавал в Мадридской консерватории.